# Campeonato Moçambicano de Futebol de 2016
O Moçambola 2016 foi a 39ª temporada da principal competição de futebol em Moçambique. A temporada teve início em 13 de Março e término em 1º de novembro.
A equipa do Clube Ferroviário da Beira conquistou o título pela primeira vez na história, sendo o 10º time a consegui-lo e a União Desportiva do Songo foi a vice-campeã.
Os clubes despromovidos à Divisão de Honra de 2017 foram Estrela Vermelha de Maputo, Grupo Desportivo de Maputo e o Clube Desportivo do Niassa.

## Promovidos
As equipas promovidas da Divisão de Honra do ano anterior, foram:
- Desportivo do Niassa (Zona Norte);
- Chingale de Tete (Zona Central);
- Estrela Vermelha de Maputo (Zona Sul).

## Regulamento
O Moçambola de 2016 foi disputado por dezasseis clubes em duas voltas. Em cada volta, todos as equipas jogaram entre si uma única vez. Não há campeões por volta, sendo declarado campeão moçambicano a equipe que obtivesse o maior número de pontos após as 30 jornadas. No final da competição, o campeão se classifica à Liga dos Campeões da CAF de 2017 e os três últimos serão rebaixados para o Divisão de Honra do ano seguinte.

## Classificação final
| #  | Equipa                    | J  | V  | E  | D  | GP | GC | SG  | Pts | Classificação                           |
| -- | ------------------------- | -- | -- | -- | -- | -- | -- | --- | --- | --------------------------------------- |
| 1  | Ferroviário da Beira (Q)  | 30 | 18 | 7  | 5  | 40 | 21 | +19 | 61  | Liga dos Campeões da CAF de 2017        |
| 2  | União do Songo Clube      | 30 | 16 | 7  | 7  | 32 | 14 | +18 | 55  |                                         |
| 3  | Chibuto                   | 30 | 13 | 11 | 6  | 35 | 19 | +16 | 50  |                                         |
| 4  | Liga Desportiva de Maputo | 30 | 15 | 5  | 10 | 37 | 21 | +16 | 50  |                                         |
| 5  | Ferroviário de Nampula    | 30 | 13 | 11 | 6  | 37 | 21 | +16 | 50  |                                         |
| 6  | Ferroviário de Maputo     | 30 | 13 | 10 | 7  | 27 | 18 | +9  | 49  |                                         |
| 7  | Maxaquene                 | 30 | 11 | 10 | 9  | 28 | 26 | +2  | 43  |                                         |
| 8  | Ferroviário de Nacala     | 30 | 10 | 12 | 8  | 22 | 24 | −2  | 42  |                                         |
| 9  | Desportivo de Nacala      | 30 | 10 | 10 | 10 | 39 | 34 | +5  | 40  |                                         |
| 10 | Costa do Sol              | 30 | 10 | 8  | 12 | 34 | 33 | +1  | 38  |                                         |
| 11 | ENH Vilankulo             | 30 | 9  | 10 | 11 | 22 | 28 | −6  | 37  |                                         |
| 12 | Chingale de Tete          | 30 | 9  | 6  | 15 | 19 | 41 | −22 | 33  |                                         |
| 13 | 1º de Maio                | 30 | 7  | 11 | 12 | 30 | 36 | −6  | 32  |                                         |
| 14 | Estrela Vermelha (R)      | 30 | 6  | 12 | 12 | 28 | 36 | −8  | 30  | Despromovido à Divisão de honra de 2017 |
| 15 | Desportivo de Maputo (R)  | 30 | 2  | 13 | 15 | 15 | 34 | −19 | 19  | Despromovido à Divisão de honra de 2017 |
| 16 | Desportivo do Niassa (R)  | 30 | 3  | 7  | 20 | 11 | 50 | −39 | 16  | Despromovido à Divisão de honra de 2017 |

Última atualização em 20 de Dezembro de 2018
Fonte: no
Regras para classificação: 1) pontos; 2) pontos por confronto direto; 3) golos por confronto direto; 4) diferença de golos; 5) número de vitórias; 6) play-off.
(C) = Campeão; (R) = Rebaixado; (P) = Promovido; (O) = Vencedor do play-off; (A) = Classificado para a próxima fase. 
Somente aplicável se a temporada não tiver terminado: 
(Q) = Classificado para a fase do torneio indicada; (TQ) = Classificado para o torneio, mas não para a fase indicada; (DQ) = Desclassificado do torneio.